# Battaglia di Le Mans (1793)
La battaglia di Le Mans è stata una battaglia avvenuta il 12-13 dicembre 1793, durante le Guerre di Vandea. È stata combattuta a Le Mans tra l'esercito repubblicano francese e i vandeani, che erano in fuga in seguito del disastroso "Virée de Galerne".

## Antefatto
Vittoriosi nella battaglia di La Flèche, dopo essere stati sconfitti nell'assedio di Angers nel tentativo di passare la Loira, l'esercito vandeano, sempre incalzato dalla cavalleria repubblicana, proseguì la sua marcia in direzione di Le Mans. Le sue forze erano considerevolmente ridotte: l'esercito cattolico e reale, forte di meno di 20 000 uomini trascinava con sé migliaia di feriti, di donne e bambini.
Erano circa 80 000 le persone all'inizio del Virée de Galerne, e ora erano solo poco più di 40 000 Sofferenti per la carestia e il freddo, devastati da un'epidemia di dissenteria a carattere gangrenoso, dal tifo e dalla febbre putrida, cercavano principalmente di procurarsi viveri. Dopo aver disperso 4 000 repubblicani in una mezz'ora a Pontlieu, i vandeani, demoralizzati e dopo aver perso buona parte delle loro armi, riuscirono a prendere Le Mans il 10 dicembre alle 16 del pomeriggio. Si sparsero nella città e riuscirono a trovare i viveri e abiti che gli servivano. Tuttavia il morale restava basso, la malattia continuava a fare devastazioni ed i soldati non cercarono neppure di mettere la città in stato di difesa, mentre l'esercito repubblicano, riorganizzato dopo la sconfitta nella battaglia di Dol, giungeva in forze sulla città.

## La battaglia
Il 12 dicembre, di prima mattina, l'avanguardia repubblicana comandata da François-Joseph Westermann e François Müller fece la sua comparsa dinanzi a Le Mans. Henri de La Rochejaquelein, insieme a Antoine de Talmont, raccolse 3 000 uomini, principalmente chouan, e andò incontro ai repubblicani. Riuscirono a tendere un'imboscata ai repubblicani in un bosco situato vicino alla città e i cavalieri di Westermann, sorpresi, dovettero battere in ritirata, mentre la divisione Muller si diede alla fuga dopo i primi spari. I repubblicani erano sul punto d'essere sconfitti quando la divisione del generale Jacques Delaistre de Tilly, dell'esercito delle coste di Cherbourg arrivò rinforzo sul campo di battaglia. I vandeani furono presi dal panico e fuggirono ritirandosi dentro Le Mans.
Poco tempo dopo il generale in capo dei repubblicani François-Séverin Marceau, giunse sui luoghi della battaglia e fece riunire tutte le sue truppe a Cérans-Foulletourte. Era seguito da Jean-Baptiste Kléber e delle truppe dell'esercito di Magonza il cui arrivo era previsto per le ore successive. Marceau voleva attendere l'arrivo di queste truppe prima di passare all'attacco decisivo ma Westermann non volle obbedire agli ordini e lanciò le sue truppe all'attacco e Marceau lo dovette seguire. L'esercito repubblicano entrò a Le Mans durante la notte, eliminando tutte le barricate che incontrarono. I vandeani erano completamente disorganizzati e il caos regnava nella città dopo gli scontri, il comandante chouan Toussaint du Breil de Pontbriand così scrisse nelle sue memorie:
«Nulla può uguagliare la confusione ed il disordine che regnavano nella città, le vie erano riempite di cannoni, casse, carri, equipaggiamenti di ogni tipo, che ostruivano l'esercito. Una folla di donne e di bambini cercavano i loro familiari ed chiedevo alla gente che però non gli rispondeva. Non si riusciva neanche a farsi indicare la strada per Laval. Gli uomini, i cavalli morti, riempivano le vie, e si camminava soltanto sui cadaveri, le grida dei feriti, messi sui carri o nelle case, completavano questa scena d'orrore.»
La Rochejaquelein constatando che tutto ormai era perduto, pensò solo a proteggere la ritirata dei superstiti in direzione di Laval, la sola strada libera, passando il ponte sul fiume Sarthe. I vandeani spiegarono 14 cannoni all'uscita della città e con questi riuscirono a coprire la ritirata e tenere i repubblicani a distanza. Tuttavia migliaia di vandeani erano ancora rimasti bloccati a combattere all'interno della città barricati nelle case. Gruppi di soldati vandeani formavano ancora sacche di resistenza diffuse in varie parti della città, che resistettero fino alla mattina successiva, alla fine però vennero sconfitti dall'artiglieria repubblicana del generale François Carpentier che fece distruggere gli edifici dentro i quali erano barricati i vandeani che morirono tra le macerie.
La battaglia diventò preso un massacro: i feriti, le donne ed i bambini che si erano rifugiati nelle case furono rastrellati e massacrati dai soldati repubblicani, Marceau tentò di salvare prigionieri, ma non riuscì a trattenere i loro uomini. Intanto Kléber arrivò in rinforzo con le sue truppe, ma la battaglia era finita, provò anche lui a fermare il massacro ma invano. Così scrisse nelle sue memorie:
«Non si può immaginare l'orribile massacro che fu compiuto in questo giorno, senza parlare del gran numero di prigionieri di qualsiasi sesso, di qualsiasi età e di qualsiasi stato che caddero in nostro potere.»
Alcuni vandeani, essendo riusciti ad uscire dalla città, furono bloccati e riportati in città dove furono massacrati insieme agli altri, altri invece riuscirono a salvarsi per l'intervento di alcuni protettori come la madre del generale François Roch Ledru des Essarts.
Da parte sua, Westermann raccolse i suoi cavalieri e, seguito dai reggimenti di Armagnac e di Aunis si lanciò all'inseguimento dei vandeani. Tutti quelli rimasti più indietro furono raggiunti e massacrati, per la maggior parte erano da contadini di Sarthe, ma il grosso dell'esercito vandeano, ridotto della metà, riuscì a raggiungere Laval il 14 dicembre.

## Le perdite
Il commissario Maignan riporterà che 2 300 vandeani verranno uccisi nella città mentre le perdite repubblicane si aggirano attorno al centinaio di morti e almeno 400 feriti. Nel suo rapporto, il generale Marceau dichiarò che le perdite tra le sue truppe sono di 30 morti e 150 feriti.
Gli amministratori repubblicani del dipartimento di Sarthe, valutarono il numero di morti vandeani attorno ai 5 000 all'interno della città di Le Mans e di 10 000 sulla strada tra Le Mans a Laval. Il numero di 15 000 morti vandeani è confermato anche da Victoire de Donnissan de La Rochejaquelein nelle sue memorie.
Nella primavera del 2010, su mandato dello Stato, l'"Istituto nazionale per la ricerca archeologica preventiva" (Institut national de recherches archéologiques préventives) ha inviato a Le Mans un équipe di archeologi che hanno rinvenuto nove fosse comuni da cui stanno esumando centinaia di cadaveri coperti da uno strato di calce viva, che secondo gli archeologi, porta a pensare che la sepoltura sia avvenuta in modo molto veloce e sbrigativo dopo la fine della battaglia, dovuta probabilmente anche per evitare la diffusione, di quella che i repubblicani chiamavano "malattia brigantina", un'epidemia ignota che stava decimando i vandeani. La maggior parte dei cadaveri rinvenuti sono adulti, uomini e donne, che presentano i segni della battaglia e riportano numerosi colpi di arma bianca e, in misura minore, di armi da fuoco; sono stati rinvenuti anche diversi cadaveri di bambini alcuni di essi ancora neonati, oltre ai ragazzi di 12-13 anni che facevano parte dell'esercito vandeano.